# Triumfbågen i Orange
Triumfbågen i Orange (franska: Arc de triomphe d'Orange) är en triumfbåge i staden Orange i sydöstra Frankrike. Man är oense om när den byggdes men aktuell forskning som accepterar inskriptionerna som bevis daterar dess byggande till under kejsar Augustus styre. Den byggdes på den gamla via Agrippa för att ära veteranerna i Galliska kriget och Legio II Augusta. Den byggdes om av kejsar Tiberius för att hylla Germanicus segrar över de germanska stammarna i Rhenlandet. Bågen har inskriptioner tillägnade kejsar Tiberius år 27. På norra fasaden, har arkitraver och kornischer skurits ur och en bronsinskription är inlagd, nu förlorad; försök att rekonstruera dess text utifrån placeringen av kramphålen för bokstävernas hållpinnar har inte varit framgångsrika. Bågen är dekorerad med olika militära reliefer, däribland slag till sjöss, krigsbyten och Romare som slåss mot Germaner och Galler. En romersk fotsoldat som bär Legio II Augustas vapensköld finns på norra sidans stridsrelief.

## Beskrivning
Bågen byggdes in i stadens stadsmur under medeltiden för att vakta norra infarterna till staden. Arkitekten Augustin Caristie studerade bågen och genomförde restaureringsarbeten på 1850-talet. Triumfbågen var ursprungligen byggd  av stora sandstensblock utan murbruk. Den har tre bågar, den mittersta är större än de två andra. Hela konstruktionen mäter 19,57 meter i längd och 8,4 meter i bredd och har en höjd på 19,21 meter. Varje fasad har fyra delvis inneslutna korintiska kolonner. Bågen är det äldsta exemplet på en design som senare användes i Rom för Septimius Severusbågen och Konstantinbågen.